# Bojačno
Bojačno falu Horvátországban Krapina-Zagorje megyében. Közigazgatásilag Zagorska Selához tartozik.

## Fekvése
Krapinától 20 km-re nyugatra, községközpontjától 8 km-re északra, a Horvát Zagorje északnyugati részén a Szutla folyó völgyében, a szlovén határ mellett fekszik.

## Története
A régészeti leletek tanúsága szerint területén már a kőkorszakban is éltek emberek. A bojačnoi 17. századi Szent Márton kápolna közelében fekvő Špičak lelőhelyen volt a vidék legjelentősebb történelem előtti, késő bronzkori települése.  
A településnek 1857-ben 75, 1910-ben 87 lakosa volt. Trianonig Varasd vármegye Klanjeci járásához tartozott. A településnek 2001-ben 20 lakosa volt.

## Nevezetességei
- Szent Márton tiszteletére szentelt kápolnája[2] középkori eredetű, a 17. században említik először. A kápolna a falun kívül, egy dombtetőn áll. A 18. század végén új boltozatos hajó és harangtorony épült hozzá. Érdekessége, hogy téglalap alakú hajóból, és a hajónál szélesebb hosszúkás szentélyből áll, sekély sokszögű szentélyzáródással. Az épület hossztengelye kissé tört vonalú. Harangtornya  a homlokzat felett áll, a torony földszintjén át van kialakítva a bejárata. A szentélytől délre található a sekrestye. A külső megjelenést az oromzatos homlokzat feletti harangtorony és a hosszúkás szentély uralja. A templom külseje különösen a homlokzaton dekoratív motívumokban gazdag. Berendezése 17. - 19. századi.
- A falu felett, a Koštrunovo-domb lejtőin található a Špičak régészeti lelőhely. Itt a régészeti feltárások 1992-től folytak, melyek során a bronzkori településmaradványok mellett 20 fajhoz tartozó 170 állatcsont is előkerült. A terepalakzatok alapján megállapítható, hogy itt egy kettős erődített település állt, mely Gradina I. és Gradina II. részekből áll. Egyelőre a régészeti feltárások a Gradina II. helyen folynak, ahol az őskori házak maradványain kívül számos különféle formájú kerámia töredéke, bronzlelet, például fülbevaló és vékony bronzlemezből készült háromszög alakú medál, dombornyomással díszítve, valamint állatfejű töredékes fibulát találtak.[3]

## Külső hivatkozások
- Zagorska Sela község hivatalos oldala
- A zagorska selai plébánia honlapja
- Régészeti feltárások Bojačnón